# Psychotria carronis
Psychotria carronis är en måreväxtart som beskrevs av Charles Moore och Ferdinand von Mueller. Psychotria carronis ingår i släktet Psychotria och familjen måreväxter. Inga underarter finns listade i Catalogue of Life.